# Kangoeroes Basket Mechelen in het seizoen 2025/26
Het seizoen 2025/2026 was het 17e jaar in het bestaan van de Mechelse basketbalclub Kangoeroes Basket Mechelen sinds de fusie in 2009. 

## Verloop
Volgende spelers verlieten de ploeg: Domien Loubry, Trenton Gibson, Brayden Parker, Aundre Hyatt, Chaed Wellian en Dorian Marchant. Nieuwe spelers werden de Belgen Cedric Dedecker, Leander Dedroog, Lukas De Ridder en de Amerikanen Nick Stampley en Mojeed Ewuosho.

## Ploeg
Antwerp Giants ·
Brussels Basketball ·
Den Helder SUNS ·
Donar ·
Rotterdam City ·
Heroes Den Bosch ·
Kangoeroes Mechelen ·
Kortrijk Spurs ·
Landstede Hammers ·
Leuven Bears ·
Limburg United ·
LWD Basket ·
Okapi Aalst ·
Oostende ·
PrismaWorx BAL ·
Spirou Charleroi ·
Union Mons-Hainaut ·
ZZ Leiden